# Champsac
Champsac ist eine Gemeinde im Regionalen Naturpark Périgord-Limousin in Frankreich. Sie gehört zur Region Nouvelle-Aquitaine, zum Département Haute-Vienne, zum Arrondissement Rochechouart und zum Kanton Rochechouart. Sie grenzt im Nordwesten an Saint-Laurent-sur-Gorre, im Norden an Gorre, im Osten an Pageas, im Süden an Châlus und im Westen an Champagnac-la-Rivière. Die Bewohner nennen sich Champsacois oder Champsacoises.

## Bevölkerungsentwicklung
| Jahr      | 1962 | 1968 | 1975 | 1982 | 1990 | 1999 | 2008 | 2013 |
| --------- | ---- | ---- | ---- | ---- | ---- | ---- | ---- | ---- |
| Einwohner | 766  | 687  | 639  | 618  | 567  | 550  | 597  | 670  |

## Sehenswürdigkeiten
- Kirche der Enthauptung Johannes’ des Täufers (Église de la Décollation-de-Saint-Jean-Baptiste) aus dem 17. Jahrhundert

## Wirtschaft
Der Senf „Moutarde de Champsac“ wird von der einheimischen Firma Delouis fils (Delouis und Söhne) produziert.

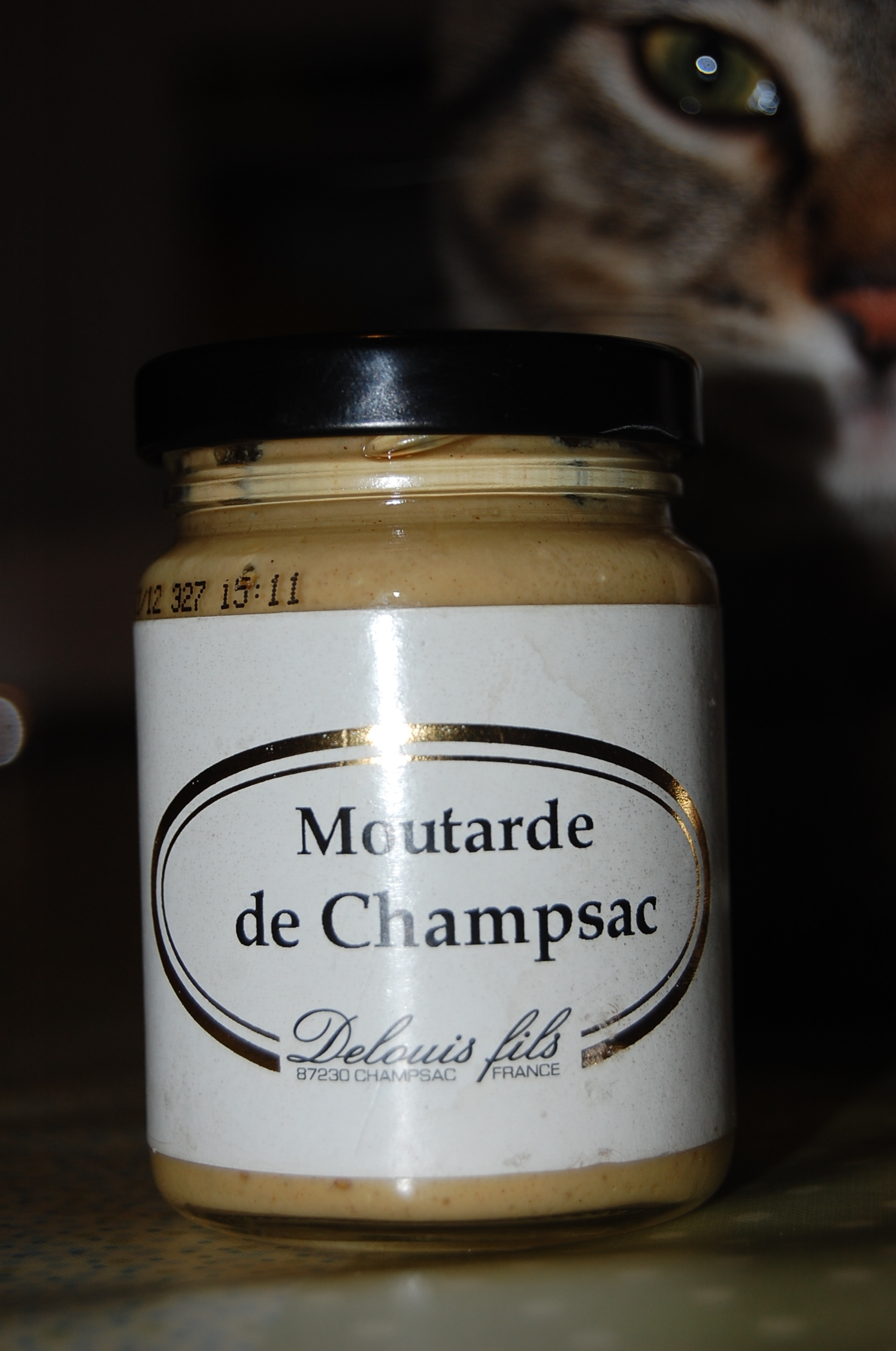
Senf aus Champsac in einem Glas